# Гудэйл, Ральф
Достопочтенный Ральф Э́двард Гудэ́йл (англ. Ralph Edward Goodale; род. 5 октября 1949, Реджайна, Саскачеван) — канадский политик и бывший канадский министр финансов. С 2021 года Верховный комиссар Канады в Великобритании.

## Биография
Гудэйл вырос на ферме и до того, как работать в Оттаве, практически всю свою жизнь прожил в Саскачеване. В первый раз прошёл в Палату общин Канады в 1974, в 1979 не был переизбран и в 1981 уехал из Оттавы для участия в выборах главы Либеральной партии Саскачевана, на которых одержал победу.
Перед выборами 1993 примкнул к Жану Кретьену и работал министром сельского хозяйства. Он занимал также и другие посты, в том числе министра природных ресурсов и министра гражданского строительства. Когда 12 декабря 2003 премьер-министром Канады стал Пол Мартин, Ральф Гудэйл стал министром финансов, кем и оставался до поражения либералов от Консервативной партии Стивена Харпера в 2006.
Являлся парламентским лидером Либеральной партии в теневом кабинете её главы Майкла Игнатьева.
После победы Либеральной партии на выборах в октябре 2015 года стал министром общественной безопасности и чрезвычайных ситуаций в правительстве Джастина Трюдо.
В апреле 2021 года Гудэйл был назначен Верховным комиссаром Канады в Великобритании.